# Вольфсон, Семён Яковлевич
Семён Яковлевич Вольфсон (бел. Сямён Якаўлевіч Вальфсон; 1894, Бобруйск — 1941, Минск) — советский философ и социолог, академик АН БССР (1928).

## Биография
Семён Вольфсон родился 27 мая (8 июня) 1894 года в Бобруйске в семье провизора. Мать - из купеческой семьи. В 1913 году окончил гимназию с серебряной медалью.
До Первой мировой войны учился в Гейдельбергском университете, с началом войны вернулся в Россию. Учился в психоневрологическом институте в Петрограде, в университетах Петрограда, Москвы и Киева. Член РСДРП с 1912 года. В 1917 году гласный Бобруйской думы, председатель ее социал-демократической фракции и редактор еженедельника "Наша мысль".
С 1917 года преподавал в школе, позднее заведовал отделом образования в Бобруйске. В 1919 окончил юридический факультет Киевского университета. В 1920 году вышел из КП(б)Б ввиду несогласия с ее тактикой.
Участвовал в создании  БГУ, профессор(с 1921), декан факультета права и хозяйства (1925—1930), первый заместитель декана факультета общественных наук БГУ (с 1936). Занимался профсоюзной работой. Академик АН БССР (с 1928), академик-секретарь Отделения общественных наук АН БССР (с 1936). Директор Института философии и права АН БССР (1931—1938). В конце 1930-х годов возглавлял редакцию «Беларускай энцыклапедыі», издание которой не было воплощено в жизнь из-за массовых репрессий научных и культурно-просветительских кадров БССР.
Член ЦИК БССР (1929—1938). В 1931-1933 гг. замнаркома образования БССР; снят с этой должности за "проявления великодержавного шовинизма".
Награжден орденом Трудового Красного Знамени (1931).
В 1938 году скрывался от репрессий в психиатрической больнице. Погиб в Минске в первые дни Великой Отечественной войны (между 22 и 28 июня). По одной из версий, расстрелян немцами. По другой - погиб во время эвакуации при бомбежке (вероятно, вместе с женой и двумя дочерьми).

## Взгляды
В работах 1920-х годов указывал на большой вклад Г. В. Плеханова в теорию марксизма, заслугу В.И.Ульянова (Ленина) видел преимущественно в разработке стратегии и тактики российской социалистической революции.
В 1920-е годы вместе с Б.Э.Быховским осуществил ряд исследований в рамках марксистских социологии религии и социологии семейно-брачных отношений. Эти исследования, по сути, были первыми конкретно-социологическими исследованиями, проведёнными в Беларуси. В монографии «Сучасная рэлігійнасьць» (1930) подвел итоги исследования религиозной жизни с позиции воинствующего атеизма. В исследованиях по истории развития брака и семьи акцентировал идеологические и классовые критерии семейного быта и морали. Первоначально поддерживал тезис об отмирании семьи в социалистическом государстве; впоследствии отказался от него. Рассуждая об интеллигенции, считал ее частью рабочего класса.
Написал первый в СССР учебник для вузов «Диалектический материализм» (ч. 1—2, 1922, ч. 1—3, 6 изд., 1926). 	
В 1930-е годы стал апологетом догматического «ленинизма-сталинизма». В 1930-1933 гг. — один из официальных идеологов кампании по борьбе с «белорусским буржуазным национализмом». Обвинил А. Горуна, А. Луцкевича, В. Ластовского, М. Довнара-Запольского, Н. Янчука, А. Смолича и других т.н. «национал-демократов» в расизме и подпольной антигосударственной деятельности.
В ряде публикаций изобличал идеологию фашизма и расовые теории («Расовые теории фашизма и классовая борьба» (1934), «Расовые „теории“ германского фашизма» (1936) и др.), антисемитские течения в дореволюционной России, переносил сталинскую концепцию классовой борьбы на белорусскую историографию и культуру. Изобличал идеологию и науку «загнивающего капитализма».
Исследовал творчество М. Горького, А. Пушкина, И. Гурского, Я. Купалы.

## Сочинения
- Социальное воспитание // Школа и труд. 1921. № 1;
- Великий социалист: Краткий очерк жизни Г.В. Плеханова. Минск, 1922. (2-е изд. Минск, 1922).
- Диалектический материализм в творчестве Г. В. Плеханова // Труды БГУ. 1922. № 1;
- Диалектический материализм. Минск, 1922;
- Марксизм и педагогика. Минск, 1924;
- Плеханов, Минск, 1924;
- Интеллигенция как социально-экономическая категория, М.-Л., 1926;
- Этическое миросозерцание Спинозы // Труды БГУ. 1927. № 14-15;
- За марксизм. Сборник статей (на белорусском языке). 1928;
- Матриархат и марксистская генеономия // Труды БГУ. 1928, No 21, с. 3-30;
- Социология брака и семьи, Минск, 1928;
- Диалектический материализм и медицина. Минск, 1929;
- Национальный вопрос и научные работники // Научный работник. 1929. № 7;
- Сучасная рэлігiйнасьць, Менск, 1930;
- Аб ленінскім этапе ваяўнічага атэізму, Менск, 1932;
- Аб пролетарскім iнтэрнацыяналізме, Менск, 1935 (совм. с И. М. Ильюшиным);
- Супроць расавых тэорый, Менск, 1935;
- Культура и идеология загнивающего капитализма. М.-Л., 1935;
- Расовые «теории» германского фашизма // Против фашистского мракобесия и демагогии. М., 1936;
- Социализм и семья // Под знаменем марксизма. 1936. № 4;
- Семья и брак в их историческом развитии, М., 1937;
- В матрацной могиле, Минск, 1940;
- Энгельс — мыслитель и борец// Известия АН БССР, отд. обществ, наук. 1941. № 1.